# Шейн Дуглас
Трой Аллан Ма́ртин (англ. Troy Allan Martin, род. 21 ноября 1964, Нью-Брайтон, Пенсильвания) — американский рестлер и промоутер, более известный под своим именем Шейн Ду́глас (англ. Shane Douglas). Он наиболее известен по выступлениям в Extreme Championship Wrestling (ECW), World Championship Wrestling (WCW), World Wrestling Federation (WWF) под именем Дин Ду́глас и Total Nonstop Action Wrestling (TNA), где он работал как рестлер и менеджер.
Дуглас выиграл дюжину титулов в ECW, WCW и WWF и является пятикратным чемпионом мира: четырёхкратным чемпионом мира в тяжёлом весе ECW и однократным чемпионом мира в тяжёлом весе NWA. В качестве чемпиона ECW ему принадлежат рекорды по наибольшему количеству дней пребывания в статусе чемпиона (874) и по самому длительному одиночному чемпионству (406 дней). Дуглас также является двукратным телевизионным чемпионом мира ECW, однократным интерконтинентальным чемпионом WWF, однократным чемпионом Соединённых Штатов в тяжёлом весе WCW и двукратным командным чемпионом мира WCW.
Дуглас также стал первым из одиннадцати человек (остальные — Мик Фоли, Терри Фанк, Крис Джерико, Крис Бенуа, Эдди Герреро, Перри Сатурн, Крис Кандидо, Дин Маленко, Ворон и Лэнс Шторм), который выиграл титул во всех трёх основных американских промоушенах в 1990-х годах, после того как в 1995 году он выиграл интерконтинентальное чемпионство WWF.
Наибольшего успеха в своей карьере Дуглас добился в ECW, где он дебютировал в 1993 году и за первый год работы в компании дважды завоевал титул чемпиона ECW в тяжёлом весе. Он привлёк к себе внимание, когда выиграл турнир за звание чемпиона мира в тяжёлом весе NWA, после чего публично отказался от пояса NWA и помог ECW превратиться из территории NWA в национальный промоушен. В ECW его прозвали «Франшизой» (от англ. franchise player). WWE, которая приобрела эту организацию, заявила: «Без Шейна Дугласа не было бы ECW». Он был хедлайнером многих шоу ECW, в том числе трёх выпусков главного события компании November to Remember в 1996, 1997 и 1998 годах.

## Ранняя жизнь
Мартин родился в Нью-Брайтоне, Пенсильвания, одним из шести детей ветерана Второй мировой войны, который умер в 1991 году. В 1986 году он кум лауде окончил колледж Бетани со степенью бакалавра по истории и политологии. Он является выпускником общества Beta Theta Pi. После получения диплома ему предложили поступить на медицинский факультет университета Саба, но он отказался, чтобы продолжать заниматься рестлингом.

## Карьера в рестлинге

### Ранние годы (1980—1989)
Мартин тренировался у Доминика ДеНуччи в пригороде Питтсбурга, вместе с Миком Фоли в середине 1980-х годов. С 1982 года он профессионально занимался рестлингом, чтобы заработать деньги. Когда он начинал, он использовал персонаж Троя Орндорффа, вымышленного племянника Пола Орндорффа. В 1986 году он боролся с Рэнди Сэвиджем на шоу WWF Superstars of Wrestling, используя своё настоящее имя. Он также боролся с «Мистером Замечательным» Полом Орндорффом в дебютном эпизоде WWF Wrestling Challenge, снова используя своё настоящее имя. Позже в том же году он начал выступать в качестве любимца фанатов в Universal Wrestling Federation (UWF) под именем Шейн Дуглас, которое ему дали «Горячая штучка» Эдди Гилберт и Мисси Хайатт (фамилия Дуглас была вдохновлена звездой кино Майклом Дугласом, который в то время только что снялся в фильме «Уолл-стрит»). 3 августа 1987 года Дуглас победил Гилберта за титул телевизионного чемпиона UWF, но не поднялся выше статуса середняка. Дуглас проиграл титул 2 сентября Терри Тейлору.

### World Championship Wrestling (1989—1990)
В 1989 году Дуглас подписал контракт с World Championship Wrestling (WCW), который в то время входил в National Wrestling Alliance (NWA). Он сохранил своё имя Шейн Дуглас и был включён в команду скейтбордистов под названием «Динамичные чуваки» вместе с Джонни Эйсом. Мик Фоли высказал мнение, что поскольку ни Эйс, ни Дуглас не умели кататься на скейтборде, фанаты не поверили в этот образ. Джим Корнетт, который в то время был менеджером «Полуночного экспресса» (Бобби Итон и Стэн Лейн), решил управлять этим дуэтом, чтобы помочь им подняться.
Когда Итон и Лейн по сюжету не одобрили это, они заставили провести матч между двумя командами, при этом Корнетт оставался нейтральным на ринге. В конце концов он ополчился на Дугласа и Эйса, и команды враждовали в течение нескольких месяцев. Поворот Корнетта должен был утвердить «Динамичных чуваков» в качестве любимой команды фанатов, но он дал обратный эффект и сделал «Полуночный экспресс» более популярным, чем они уже были.
Команда «Динамичные чуваки» распалась в 1990 году после того, как Эйс стал всё чаще выступать в All Japan Pro Wrestling (AJPW), который разрывал свои связи с NWA. Джим Корнетт также утверждает, что конец «Динамичных чуваков» наступил, когда Дуглас обратился к Джиму Херду с просьбой изменить образ, чтобы он выглядел сильнее. Корнетт, который входил в комитет по бокингу, после этого отказался от работы с ними. Шейн утверждал, что им неоднократно обещали большое продвижение, а вместо этого они проигрывали все свои большие матчи, а потом их критиковали за то, что они не стали большой командой. В последний раз «Чуваки» выступали вместе в марте 1990 года, а Дуглас вскоре покинул WCW и стал выступать на американской независимой арене.

### World Wrestling Federation (1990—1991)
В 1990 году Дуглас подписал контракт с World Wrestling Federation и дебютировал 18 июня в эпизоде Prime Time Wrestling, победив Боба Брэдли в матче, записанном в Торонто 27 мая. В первый месяц Дуглас остался непобеждённым, победив в серии матчей Боба Брэдли, Пола Даймонда и Стива Ломбарди. Затем он перешёл на более высокий уровень и начал серию матчей на домашних шоу против Хаку и потерпел своё первое поражение 28 июня в Денвере. В последующих матчах-реваншах он оставался без побед. Он дебютировал на синдицированном телевидении 26 августа в эпизоде WWF Wrestling Challenge в команде с Марком Томасом, проиграв «Восточному экспрессу».
В августе 1990 года он получил свой первый успех, когда его назначили временной заменой травмированному Шону Майклзу в команде «Рокеры». Дуглас шесть раз объединялся с Джаннетти в матчах против «Восточного экспресса». 27 августа он победил Бадди Роуза в тёмном матче на SummerSlam 1990 года. В эпизоде Prime Time Wrestling от 17 сентября Дуглас сразился с Хаку вничью, и в течение осени он практически не побеждал соперников низкого уровня. На Survivor Series Дуглас победил Бадди Роуза в ещё одном тёмном матче, а 3 января 1991 года на домашнем шоу в Скрантоне, Пенсильвания, он одержал самую большую победу в своей начинающейся карьере WWF, победив Дино Браво. Четыре дня спустя, 7 января 1991 года, в эпизоде Prime Time Wrestling, он победил Хаку, и его позиционировали как восходящую молодую звезду.
Его самое запоминающееся выступление в WWF состоялось на Royal Rumble 1991 года, где он вошёл в «Королевскую битву» семнадцатым участником и продержался 26 минут и 23 секунды, после чего был выброшен Брайаном Ноббсом. Вскоре после этого он покинул компанию, чтобы позаботиться о своём больном отце.
Дуглас периодически появлялся в 1991 году, подменяя различных рестлеров на домашних шоу. Он вернулся 8 мая и проиграл Рикки Стимботу. В июне он вернулся на пару домашних шоу и был побеждён Полковником Мустафой. Своё последнее телевизионное выступление он сделал 15 июня в эпизоде Prime Time Wrestling, проиграв Дино Браво в матче, записанном в «Мэдисон-сквер-гарден». Дуглас завершил свою первую часть карьеры в WWF двумя победами — 29 июля в тёмном матче на WWF Superstars против Боба Брэдли и 2 августа в Питтсбурге, в команде с Марти Джаннетти он победил «Восточный экспресс».

### Возвращение в WCW (1992—1993)
Дуглас вернулся в WCW 12 сентября 1992 года в эпизоде Saturday Night в качестве любимца фанатов, где он победил Супер Захватчика в своём первом матче, использовав финишный приём Магнума Т. А., суплекс «живот к животу», который был отмечен Магнумом на следующей неделе в Saturday Night. На эпизоде Saturday Night от 17 октября Дуглас провёл матч с Брайаном Пиллманом, который положил начало соперничеству между ними. Его возвращение состоялось на Halloween Havoc, где он в команде с Томом Зенком и Джонни Ганном сразился с Арном Андерсоном, Бобби Итоном и Майклом Хейсом, одержав победу.
Во время вражды с Пиллманом Дуглас сформировал команду с Рикки Стимботом, чтобы сразиться с Пиллманом и Стивом Остином в командном матче на эпизоде Worldwide от 24 октября. В следующем месяце Стимбоат и Дуглас выиграли титулы командных чемпионов мира NWA и WCW у Дастина Роудса и Барри Уиндема на Clash of the Champions XXI 18 ноября. Стимбот и Дуглас провели успешную защиту титула против Уиндема и Пиллмана на Starrcade.
Стимбот и Дуглас начали длительное соперничество с Пиллманом и его новым партнёром по команде — Стивом Остином. Стимбот и Дуглас успешно защитили титулы против Остина и Пиллмана 13 января 1993 года на Clash of the Champions XXII, а затем уступили титулы Остину и Пиллману 27 марта 1993 года в эпизоде Worldwide. Вскоре после потери титулов Дуглас начал соперничество с телевизионным чемпионом мира Полом Орндорффом, где он потерпел поражение от Орндорффа в двух матчах, после чего покинул компанию и ушёл в Eastern Championship Wrestling (ECW). Дуглас должен был объединиться со Стимботом в матче в стальной клетке за титулы командных чемпионов мира NWA и WCW на Slamboree, но его заменил Том Зенк в маске.

### Eastern / Extreme Championship Wrestling

#### «Франшиза» и рождение экстрима (1993—1994)
«В традиции Лу Тесза, в традиции Джека Бриско из братьев Бриско, Дори Фанка-младшего, Терри Фанка — человека, который никогда не умрёт. Как настоящий «Дитя природы» Бадди Роджерс, который сейчас на небесах. От Харли Рейса до Барри Уиндема, до (Дуглас гримасничает в отвращении) Рика Флэра, я принимаю этот титул в тяжёлом весе. Секундочку. От Керри Фон Эриха. От толстяка Дасти Роудса. Пора, папа. (смотрит на пояс чемпиона мира NWA в тяжёлом весе) Боже, как красиво. И Рикки Стимбот, и все они могут поцеловать меня в задницу! (бросает пояс чемпиона мира в тяжёлом весе) Потому что! Я не тот человек, который принимает факел, передаваемый мне от организации, которая умерла — покойся с миром — семь лет назад. «Франшиза», Шейн Дуглас, — это человек, который зажжёт новое пламя спорта рестлинга! (берёт пояс чемпиона ECW) Сегодня вечером, перед богом и моим отцом в качестве свидетеля, я объявляю себя, «Франшизу», новым чемпионом мира в тяжёлом весе ECW! Мы решили изменить лицо рестлинга. Так что сегодня вечером пусть начнётся новая эра: эра рестлинга, эра «Франшизы», эра ECW».
Мартин дебютировал в начинающей ECW в годы её становления, 24 августа 1993 года в эпизоде Eastern Championship Wrestling и закрепил свой статус злодея, присоединившись к Hotstuff International. В своём первом матче Дуглас победил Дона Е. Аллена и Эрве Ренесто в матче с гандикапом. Дуглас быстро поднялся на вершину рейтинга и завоевал титул чемпиона в тяжёлом весе на выпуске Eastern Championship Wrestling от 14 сентября, после того как чемпион Тито Сантана лишился титула. Дуглас успешно защитил титул против Сэндмена на шоу UltraClash. На NWA Bloodfest Дуглас сохранил титул в бою с Джей Ти Смитом, а затем в тот же вечер уступил его Сабу.
В эпизоде Eastern Championship Wrestling от 14 декабря Дуглас заменил травмированного Джонни Ганна, чтобы защитить командное чемпионство вместе с партнёром Ганна Томми Дримером против Кевина Салливана и Тэзманьяка, во время которого Дуглас ополчился на Дримера, напав на него со стальной цепью. На следующей неделе Дуглас победил Дримера по дисквалификации, ударив Дримера стальной цепью и подкинув цепь Дримеру, что заставило рефери поверить, что Дример ударил цепью его самого. Эту стратегию десятилетие спустя перенял Эдди Герреро. Дуглас победил Дримера на Holiday Hell, чтобы положить конец вражде.
Дуглас разработал себе образ сквернословного, невероятно высокомерного злодея и дал себе прозвище «Франшиза». Его лучшая подруга Шерри Мартел стала его менеджером. Дуглас приобрёл известность, когда он сразился с Терри Фанком и Сабу в первом в истории компании трёхстороннем поединке за титул чемпиона ECW в тяжёлом весе на шоу The Night the Line Was Crossed, который завершился ничьей после 60 минут. Дуглас победил Фанка в матче в стальной клетке на Ultimate Jeopardy и выиграл свой второй титул чемпиона в тяжёлом весе.
С момента своего основания ECW был членом NWA. Дуглас сыграл важную роль в развитии экстремального реслинга, когда 27 августа он победил Тэзманьяка, Дина Маленко и 2 Колд Скорпио и выиграл турнир, чтобы стать чемпионом мира NWA в тяжёлом весе. В ходе интриги, о которой знали только он, Тод Гордон и Пол Хейман, Дуглас бросил пояс чемпиона NWA и заявил, что не хочет быть чемпионом «мёртвого промоушена». Дуглас поднял пояс чемпиона ECW и объявил его поясом чемпиона мира. WWE признаёт этот момент началом истории чемпионства ECW, а Дугласа — первым чемпионом ECW. Согласно фильму Forever Hardcore, Дуглас решил отказаться от пояса NWA только после того, как президент NWA Деннис Кораллуццо обругал Дугласа на радиошоу Майка Тенэя. 30 августа в выпуске NWA Eastern Championship Wrestling Гордон объявил, что он прекращает деятельность Eastern Championship Wrestling, а вместо него создаёт Extreme Championship Wrestling, новый промоушен, независимый от NWA. Воспользовавшись спорами, возникшими вокруг того, что он буквально бросил пояс NWA, и последовавшим за этим промо, букеры ECW поощрили Дугласа выражать свои истинные чувства в интервью. Это помогло повысить известность ECW в глазах фанатов рестлинга и журналистов и позволило ей стать альтернативой WCW и WWF, а Дуглас закрепил своё наследие в истории ECW. Дуглас завершил 1994 год успешной защитой титула чемпиона мира ECW в тяжёлом весе против Рона Симмонса.

#### Тройная угроза (1995)
В начале 1995 года Дуглас создал группировку «Тройная угроза», объединившись с Крисом Бенуа и Дином Маленко. Он начал год с успешной защиты титула чемпиона мира ECW в тяжёлом весе против Талли Бланшара и Марти Джаннетти. На Hostile City Showdown Сэндмен победил Дугласа и закончил длительное чемпионство в 385 дней, что является вторым по продолжительности чемпионством в истории титула.
После того, как Дугласу не удалось вернуть титул, он начал соперничать с Кактусом Джеком, так как каждый из них хотел отобрать титул у Сэндмена и видел в другом конкурента. В это время Дуглас разразился тирадой о беззаконии в ECW и привлёк Билла Альфонсо в качестве судьи для восстановления порядка. После намёков об уходе в WWF, Дуглас, наконец, покинул ECW и перешёл в WWF в июле 1995 года, сделав своё последнее появление во время матча за мировой титул между Сэндменом и Кактусом Джеком на Heat Wave, во время которого он напал на обоих и ушёл.

### Возвращение в WWF (1995—1996)

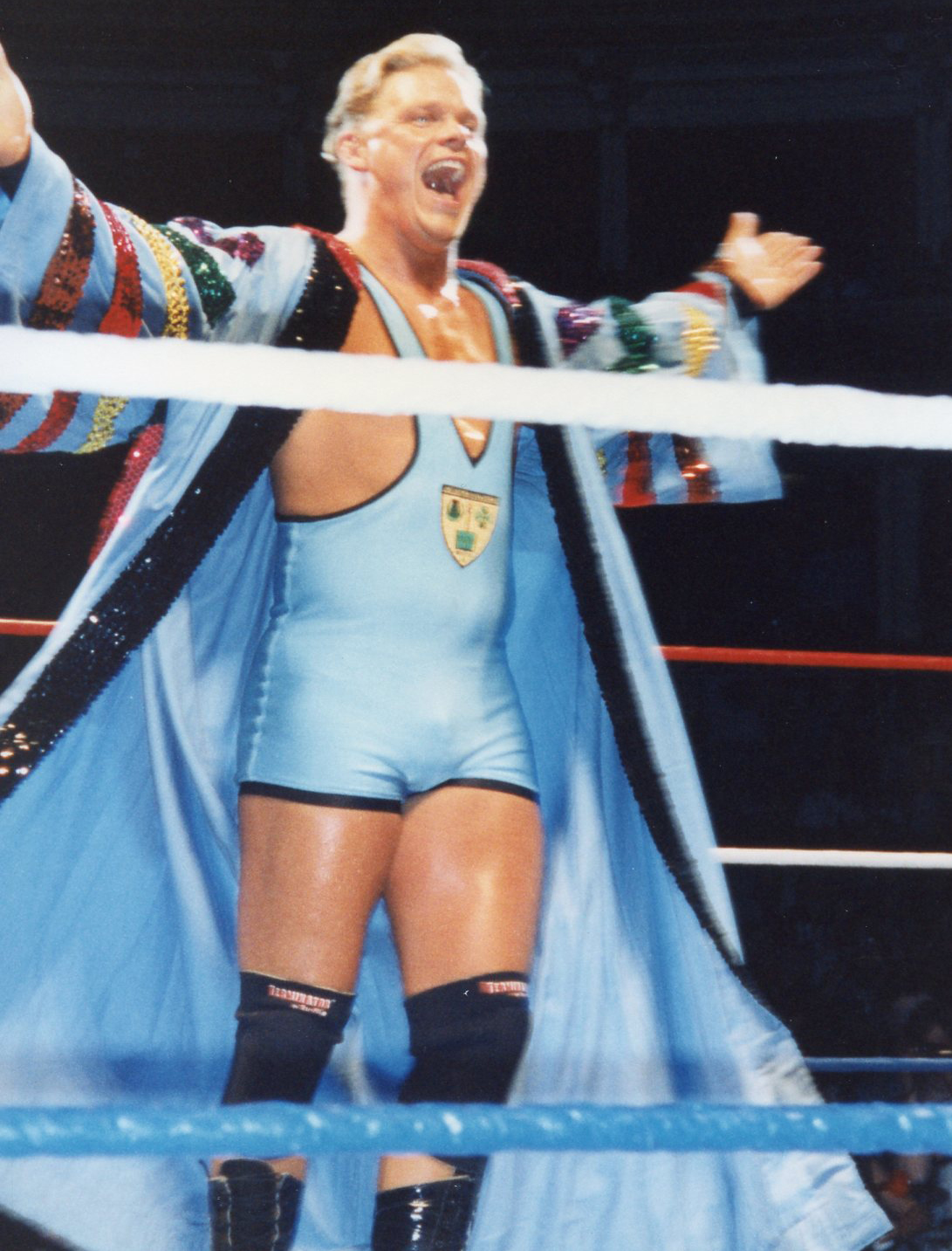
Дин Дуглас в октябре 1995

В 1995 году Дуглас вернулся в WWF в образе декана колледжа под именем Дин Дуглас и впервые появился на сцене 29 июля в эпизоде Superstars. Чтобы утвердиться, он снял несколько роликов с меловой доской, читая лекции рестлерам и фанатам. Во время некоторых матчей он делал записи о своих противниках на ринге и часто носил с собой на ринг паддл. Обычно он представлял «Табель о рангах», в котором после поединков он унижал выступления фейсов.

Дуглас начал соперничать с Рейзором Рамоном после того, как поставил ему оценку «1-» за жалкое поражение Шону Майклзу на SummerSlam. Дуглас вернулся в WWF 9 сентября в эпизоде Superstars, где он победил 1-2-3 Кида по дисквалификации после того, как Рамон напал на Дугласа. Это привело к матчу между Дугласом и Рамоном на шоу In Your House 3, который Дуглас выиграл после вмешательства Кида.